# 卢阿耶
卢阿耶（法語：Louailles，法語發音：[lwaj]）是法国萨尔特省的一个市镇，属于拉弗莱什区。

## 地理
卢阿耶（47°47'31"N, 0°15'6"W）面积10.49 平方千米，位于法国卢瓦尔河地区大区萨尔特省，该省份为法国西北部内陆省份，北起顺时针与奥恩省、厄尔-卢瓦省、卢瓦-谢尔省、安德尔-卢瓦尔省、曼恩-卢瓦尔省和马耶讷省接壤，是法国大西部的入口，连接卢瓦尔河谷、布列塔尼和巴黎盆地。
与卢阿耶接壤的市镇（或旧市镇、城区）包括：维永、勒巴约勒、拉沙佩勒达利涅、萨尔特河畔帕尔塞、普雷西涅。

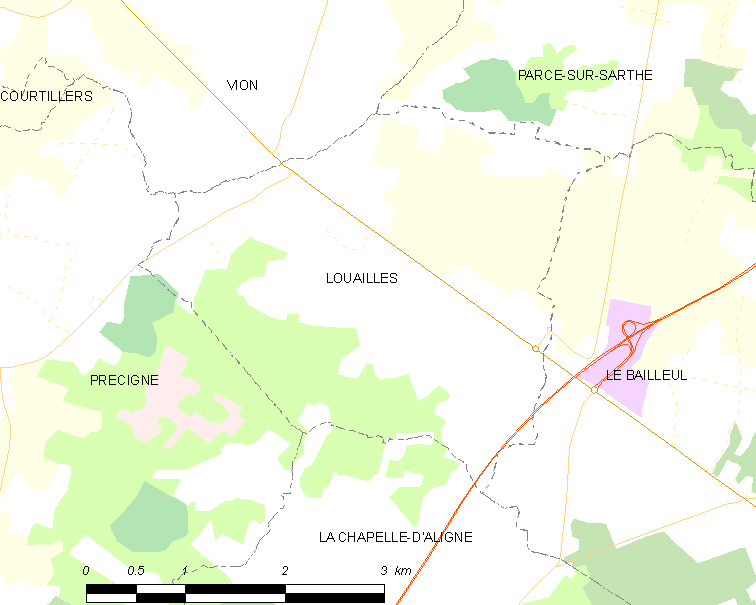
卢阿耶的OSM定位图

卢阿耶的时区为UTC+01:00、UTC+02:00（夏令时）。

## 行政
卢阿耶的邮政编码为72300，INSEE市镇编码为72167。

## 政治
卢阿耶所属的省级选区为萨尔特河畔萨布莱县。

## 人口

1962-2008年间卢阿耶人口变化图示

卢阿耶于2022年1月1日时的人口数量为703人。